# Чалієнко Василь Зиновійович
Василь Зиновійович Чалієнко (28 квітня 1900, Київ — 22 квітня 1935, Київ) — український педагог, художник.

## Біографія
Народився 28 квітня 1900 року в Києві. В 1933 році закінчив Київський художній інститут. Навчався у Федора Кричевського. Там же працював.

Могила Василя Чалієнка

Помер 22 квітня 1935 року, зірвавшись з трамвая на вулиці Воровського. Похований в Києві на Лук'янівському цвинтарі (ділянка № 24, ряд 1, місце 8). Надгробок — пам'ятник з рожевого мармуру.